# Sheffield Lake
Sheffield Lake – miasto w Stanach Zjednoczonych, północnej części stanu Ohio, leżące nad jeziorem Erie. Liczba mieszkańców w 2000 roku wynosiła 9371.